# Clubiona terrestris
Clubiona terrestris es una especie de araña araneomorfa del género Clubiona, familia Clubionidae. Fue descrita científicamente por Westring en 1851.
Habita en Europa (sin Rusia) y Turquía.